# Uran-9
Das multifunktionale Kriegs-Roboter-Komplex (Bojewoi mnogofunkzionalny robototechnitscheski kompleks) Uran-9 ist ein unbemannter Spähpanzer von dem russischen Rüstungskonzern Rostec. Nach der Vorstellung von Rosoboronexport soll das Fahrzeug eine Kombination zwischen einem Aufklärungs- und Kampfpanzer darstellen, das unter anderem in Operationen in urbanem Terrain benutzt werden kann. Dazu soll es zum Beispiel Fernaufklärungsdaten und mögliche Feuerunterstützung bieten.

## Entwicklung
Uran-9 wurde vom JSC 766 UPTK, einem Unternehmen des Konsortiums Rostec entwickelt. Erstmals öffentlich vorgestellt wurde das System im Jahr 2016. Noch im selben Jahr wurden die ersten Systeme zu Testzwecken an die Streitkräfte Russlands ausgeliefert. Im Jahr 2019 war Uran-9 schließlich operationell.

## Technik

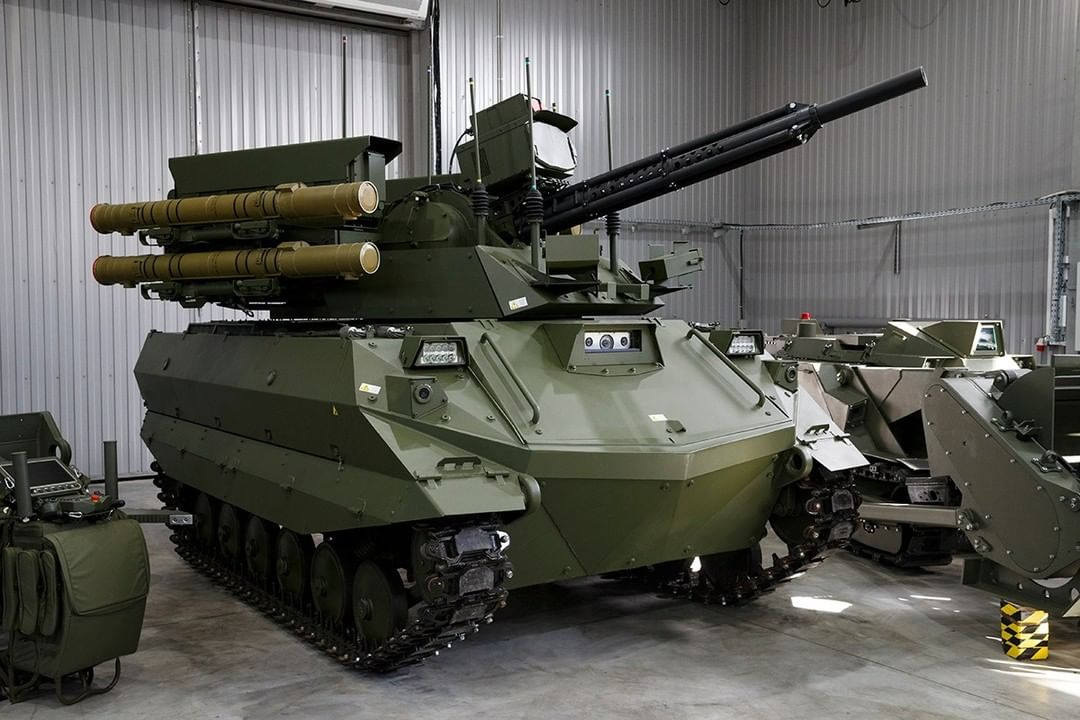
Kampfroboter Uran-9

Eine Uran-9-Einheit besteht aus vier unbemannten Landfahrzeugen sowie einer bemannten Kommandostation, welche auf einem KAMAZ-Lastkraftwagen installiert ist. Aus der Kommandostation kann das Uran-9-Kettenfahrzeug durch einen Bediener ferngesteuert werden oder es kann eine vorprogrammierte Strecke abfahren. Das Kettenfahrzeug basiert auf dem URP-01G-Fahrgestell und hat je nach Ausführung und Bewaffnung ein Gewicht von 10–12 Tonnen. Es erreicht auf der Straße eine Höchstgeschwindigkeit von rund 35 km/h und soll bis zu einer Entfernung von 3 km ferngesteuert werden können.
Ausgerüstet ist das unbemannte Landfahrzeuge Uran-9 mit einer Taglichtkamera und einer Wärmebildkamera. Bei Tageslicht sollen Ziele bis zu einer Entfernung von 6 km erfasst werden können. In der Nacht soll eine Zielerfassung auf eine Entfernung von 3 km sowie eine Zielidentifikation auf rund 1,5 km möglich sein. Die durch die Kameras aufgenommenen Bilder werden mit einem 2-Weg Datenlink an die Kommandostation gesendet. Weiter ist das Fahrzeug mit einem Laserwarner ausgerüstet und besitzt eine leichte Panzerung zum Schutz gegen Feuerwaffen sowie Splitter.
Auf dem Fahrzeugdach ist eine Fernbedienbare Waffenstation vom Typ ABM-M30M3 installiert. Diese verwendet als Primärbewaffnung eine 30-mm-2A72-Maschinenkanone und als Sekundärbewaffnung ein koaxiales 7,62-mm-PKT-Maschinengewehr. Weiter sind an der Waffenstation vier 9M120 Ataka-Panzerabwehrlenkwaffen angebracht. Optional kann die Waffenstation auch mit 6–12 RPO-Raketenwerfern oder einem Flugabwehrraketensystem vom Typ 9K38 Igla oder 9K333 Werba ausgerüstet werden. Auch können die 9M120 Ataka-Panzerabwehrlenkwaffen durch den Typ 9M133 Kornet ersetzt werden. Die Waffenstation verfügt über keine Waffenstabilisierung und die Waffen können daher nur zielgenau abgefeuert werden, wenn das Fahrzeug stillsteht.

## Einsatz
Nach Testeinsätzen und Kampferprobungen in Rahmen des Russischen Militäreinsatzes in Syrien wurden z. T. erhebliche Schwachstellen festgestellt. Untersuchungen durch das Verteidigungsministerium der Russischen Föderation bemängelten die Zuverlässigkeit, Fernsteuerung, Mobilität, Feuerkraft und Aufklärungsvermögen. So wurde bei Testeinsätzen in überbauten Gebieten nur eine geringe Einsatzreichweite von 200–300 m, bedingt durch geringe Reichweite und Bandbreite der Datenübertragung erreicht. Ebenso brach auch immer wieder, für z. T. längere Zeit die Nachrichtenverbindung zum unbemannten Landfahrzeug ab. Weiter wurde die Qualität der Optiken bemängelt, welche nur eine Zielidentifikation auf Distanzen von max. 2 km ermöglichen. Ebenso wurden das Fahrwerk und die Maschinenkanone als mechanisch wenig zuverlässig bemängelt. Die Untersuchungen kamen zum Schluss, dass unbemannte Gefechtsfahrzeuge in den nächsten 10–15 Jahren nicht in der Lage sein werden, Aufgaben bei Kampfhandlungen zu erfüllen.
Im April 2019 sagte der stellvertretende Generalstabschef, Generalleutnant Igor Makuschew, dass die Entwickler alle während des Einsatzes in Syrien festgestellten Mängel beseitigt haben und der Roboter für den Truppeneinsatz bereit ist.

## Nutzerstaaten
- Russland –  Ab dem Jahr 2016 befinden sich mindestens 20 Uran-9 im Dienst des russischen Heeres.[14] Nach Testeinsätzen durch Armeeeinheiten wurde Uran-9 erst ab dem 24. Januar 2019 offiziell in den regulären Dienst des Heeres gestellt.[7]